# Río Nazas
El río Nazas es un río del interior de México que discurre por los estados de Durango y Coahuila.

## Etimología
Toma su nombre cuando los españoles de la conquista ven a los pobladores de la ribera del río pescar con unas cestas muy peculiares llamadas «nasas», de ahí que se le conociera como el «río de las nazas».

## Geografía
El río Nazas nace en la parte alta de la Sierra Madre Occidental, al este de la sombra orográfica, Antes de la construcción de las presas, desembocaba en la Laguna de Mayrán, en Coahuila, después de haber recorrido casi 600 km. Actualmente este río es frenado artificialmente por las cortinas de las presas "Lázaro Cárdenas" (El Palmito), presa captadora, y "Francisco Zarco" (Las Tórtolas), presa derivadora y reguladora. Estas presas, junto con el sistema de canales revestidos de concreto (hormigón) en su cuenca baja, son los responsables de la desaparición de la Gran Laguna de Mayrán, un ecosistema raro y único parecido al delta del Okavango en África o a los complejos lacustres de los ríos Amu Darya y Syr Darya que desembocan en el también desecado mar de Aral en la antigua Unión Soviética.

## Fauna y flora
El río Nazas contiene especies, comunidades y ecosistemas únicos, producto del aislamiento experimentado por ser un río de desierto. Una población cercana al millón y medio de habitantes se beneficia de los servicios ecosistémicos o ambientales del Río Nazas. Entre las comunidades beneficiadas se encuentran las ciudades de Rodeo, Nazas, Ciudad Lerdo y Gómez Palacio en Durango y Torreón, Matamoros, Francisco I. Madero y San Pedro de las Colonias, en Coahuila. En ella concede especies como peces, algas y crustáceos.
Actualmente, los ecosistemas del Nazas están en grave peligro por la sobreexplotación de sus aguas a manos de la agricultura, principalmente dedicada a la producción de forrajes para el ganado lechero. El río Nazas cuenta con un área natural protegida, el «Parque Estatal Cañón de Fernández» ubicado en el municipio de Lerdo. El Cañón de Fernández es un importante corredor biológico para cientos de especies de anfibios, reptiles, aves y mamíferos. En su cauce pueden encontrarse ahuehuetes o sabinos (Taxodium mucronatum) de más de 1300 años de edad.

## Historia
En 1598 se fundó en la Riviera del río la Misión de Cinco Señores del Río de las Nasas, por Juan Agustín de Espinoza, sacerdote jesuita. Años después en el 1867 el nombre de Cinco Señores se modifica por el de Nazas, pasando a nombrarse así al municipio de Nazas, Durango (México).
El río Nazas, a través de su cauce y la recarga al manto acuífero que alimenta a la región, hizo posible el establecimiento de la Comarca Lagunera como una zona agrícola. De hecho, la importancia social y política del Nazas fue motivo para que durante el siglo XIX se generasen diversas disputas entre los hacendados de la región por los derechos y beneficios del agua de riego.
Hoy, el acuífero alimentado por el río Nazas es lo que ha hecho posible la consolidación de la zona como la cuenca lechera más importante de México.

## Inundaciones

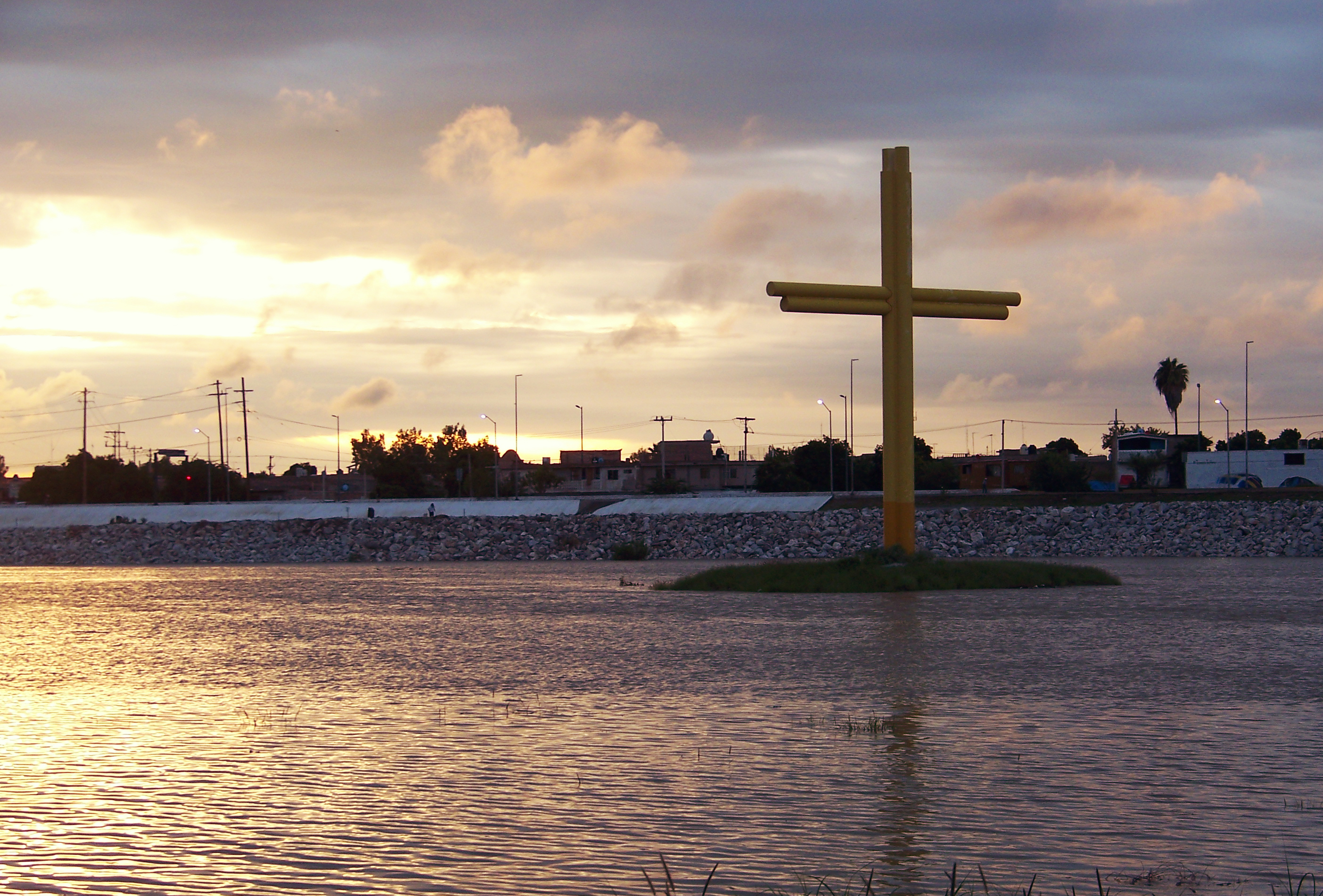
Río Nazas corriendo por Torreón en 2016

A partir de la construcción de las presas, el río Nazas en su parte más baja sólo ha llevado agua en pocas ocasiones: las más célebres por sus dimensiones fueron en 1928 y posteriormente, en 1968 cuando ocasionó una inundación de importantes proporciones en la región de la Comarca Lagunera, que obligó a la intervención del Ejército Mexicano para evacuar algunas zonas de la región.
En 1991 el cauce seco del río recibió agua aunque con mayor control, y el 10 de septiembre de 2008 volvió a recibir agua, la cual duró en el cauce aproximadamente 45 días (en esta se registraron importantes daños materiales en la ribera del río que pasa por las zonas pobladas), nuevamente en agosto de 2010, 23 de agosto de 2016 y la más reciente el 9 de septiembre de 2022 como medida para controlar el nivel de las presas, cabe destacar que en esta ocasión el lecho seco del río cuenta con un canal de estiaje construido después de la avenida del 2010.
Desde que el río está controlado por las presas Francisco Zarco (Las Tórtolas) y Lázaro Cárdenas (El Palmito) el río ha tenido 7 avenidas en la zona urbana de la Comarca Lagunera.